# The Secret Code
The Secret Code é um filme de drama mudo dos Estados Unidos dirigido por Albert Parker e lançado em 1918. É atualmente considerado um filme perdido.